# Andrew Urlaub
Andrew Urlaub (12 aprile 2001) è un saltatore con gli sci statunitense.

## Biografia
Originario di Eau Claire e attivo in gare FIS dal febbraio del 2016, Urlaub ha esordito ai Campionati mondiali a Seefeld in Tirol 2019, dove si è classificato 44º nel trampolino lungo e 11º nella gara a squadre, e in Coppa del Mondo il 29 novembre 2020 a Kuusamo (squalificato); ai Mondiali di Oberstdorf 2021 si è piazzato 49º nel trampolino lungo e 10º nella gara a squadre e a quelli di Planica 2023 è stato 26º nel trampolino normale, 8º nella gara a squadre e 10º nella gara a squadre mista.

## Palmarès

### Coppa del Mondo
- Miglior piazzamento in classifica generale: 63º nel 2024